# Aszipu
Aszipu (āšipu, mašmašu) – w religii babilońskiej egzorcysta i zaklinacz, pomocnik kapłana, który zajmował się przygotowaniem i oczyszczaniem świątyni przed składaniem ofiar. Znawca sztuk magicznych, który z pomocą boga Ea walczy z duchowym atakiem zła objawiającego się opętaniem lub chorobą. Obowiązkiem niektórych egzorcystów była troska o króla, ale wszyscy oni byli ściśle związani za świątyniami i kręgiem ekspertów.